# Senior Bowl
Le Senior Bowl est un match d'exhibition d'après-saison en football américain universitaire joué chaque année au mois de janvier à Mobile dans l'État de l'Alabama aux États-Unis.
Ce match présente les meilleures joueurs universitaires candidats à la prochaine draft de la NFL. Joué pour la première fois en 1950 à Jacksonville dans l'État de Floride, le match est déplacé l'année suivante au Ladd–Peebles Stadium de Mobile. Le match a été joué dans ce stade pendant l'édition 2020. À partir de 2021, le match se déroule au Hancock Whitney Stadium (en), qui a ouvert en 2020 sur le campus de l'université du Sud de l'Alabama, également à Mobile.
Le match est produit par l'association sans but lucratif Mobile Arts & Sports qui à cette occasion collecte des fonds bénéficiant à diverses organisations locales et régionales. Plus de 5,9 millions de dollars ont déjà été récolté au cours de son histoire.
En 2007, la diffusion télévisée du match est passée de ESPN à NFL Network. La société Reese a repris le sponsoring du nom de l'événement depuis 2014 et a prolongé son parrainage en janvier 2018 sans en préciser la durée.

## Contexte

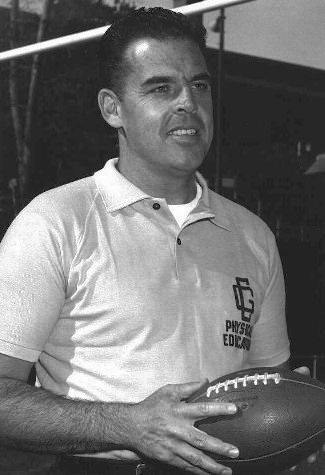
Otto Graham entraîneur lors du match de 1967.

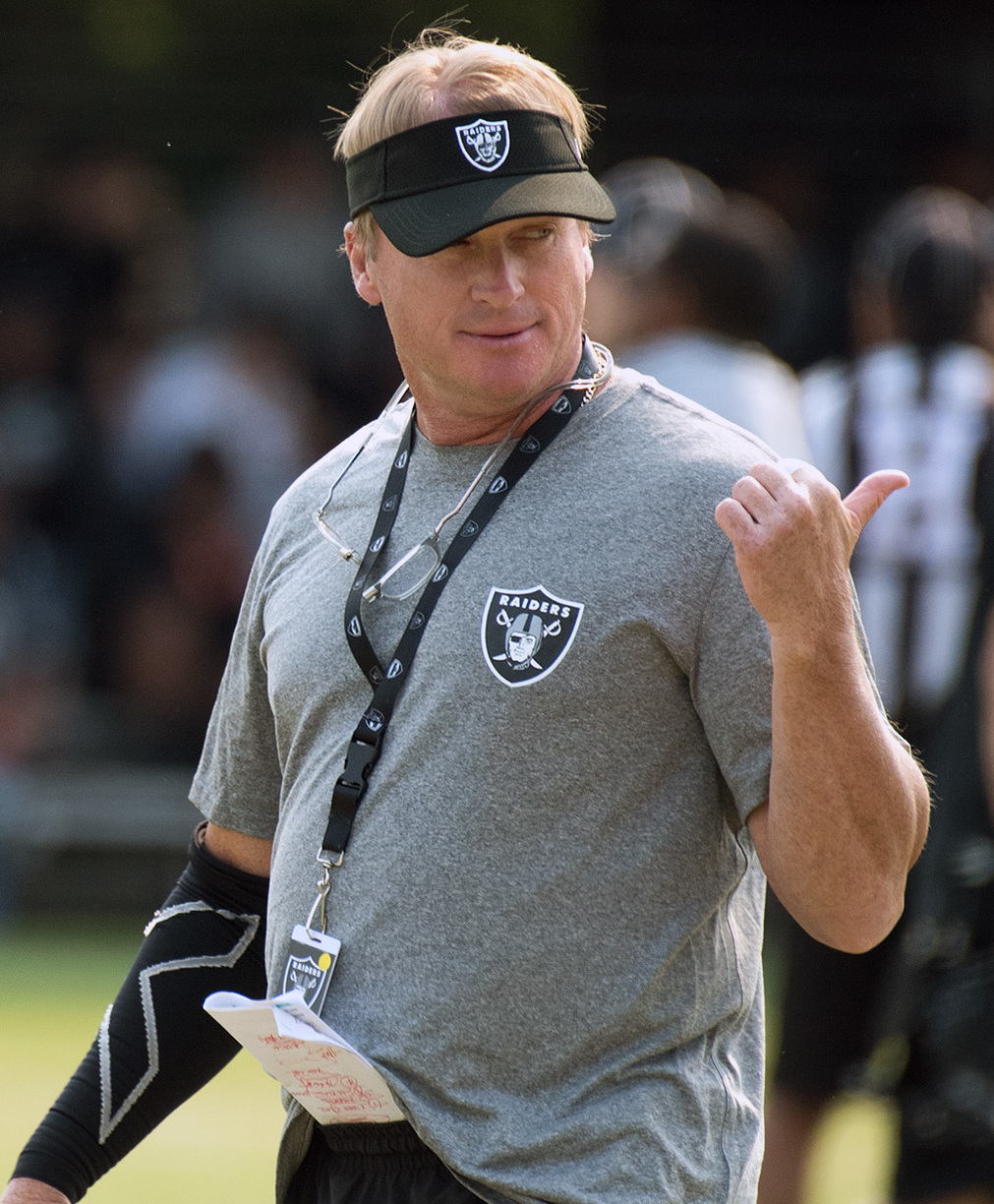
Jon Gruden, désigné entraîneur à l'occasion de 4 matchs.

Deux équipes, représentant le  Nord  et le  Sud , sont dirigées par des entraîneurs principaux issus de deux équipes NFL. Ces dernières années, les staffs d'entraîneurs étaient issus d'équipes ayant terminé dans le bas du classement NFL si leur entraîneur principal n'avait pas été licencié en fin de saison.
Les organisateurs ont édicté un certain nombre de règles spécifiques pour ce match, certaines visant à réduire les risques de blessures (tous les blocs en dessous de la taille sont par exemple interdits), d'autres simplifiant la préparation et l'entraînement des équipes (par exemple, quatre coureurs maximum sont autorisés par équipe, aucune pression de cinq hommes tout comme le blitz par la seconde ligne défensive (linebackers) n'est autorisé).
Les entraînements des joueurs sélectionnés au Senior Bowl durent toute la semaine avant le match et ils sont suivis par les organigrammes des équipes NFL (y compris les entraîneurs, les directeurs généraux et les scouts) afin de détecter les joueurs qui pourraient intégrer le football professionnel. À un moment donné, les participants au Senior Bowl y recevaient leur premier salaire à la suite d'une participation à un événement sportif. C'est l'une des raisons pour lesquelles la participation était limitée aux joueurs seniors qui ne pouvaient plus de par ce statut rejouer en NCAA. Ces joueurs étaient également exposés pour la première fois à l'occasion du Senior Bowl à des règles professionnelles (légèrement différentes de celles en vigueur en NCAA). Les joueurs qui souhaitaient participer aux entraînements printaniers en NCAA devaient éviter de participer au Senior Bowl. Au fil des ans, ces points de vue ont pris de moins en moins d'importance, la séparation entre les athlètes professionnels et amateurs ayant tendance à s'estomper.
Les athlètes refusent parfois les invitations reçues pour participer au Senior Bowl, optant plutôt pour se préparer au NFL Scouting Combine ou aux Pro Day des universités. En 2013, deux joueurs (D. J. Fluker et Justin Pugh) qui possédait encore une année d'éligibilité en NCAA mais qui avaient déjà obtenu leur diplôme, sont devenus les premiers juniors de quatrième année à obtenir l'autorisation de jouer un Senior Bowl. Dan Lynch, de Washington State, a été le premier (et jusqu'à présent l'unique) joueur à disputer deux seniors Bowls (1984 et 1985), après s'être vu accorder une année supplémentaire d'éligibilité en NCAA après le Senior Bowl de 1984.
Le match a toujours été joué un samedi du mois de janvier, à l'exception de celui de 1976 disputé un dimanche. La date de programmation en janvier a régulièrement varié mais depuis 1967, il se déroule traditionnellement la semaine précédant le Super Bowl (qui se joue désormais en février). Il est généralement programmé comme le dernier match de la saison de football universitaire, même si pendant une période au cours des années 1980 et 1990, il fut l'avant-dernier match de la saison puisqu'une semaine plus tard se déroulait le Hula Bowl ou le Gridiron Classic. De 2007 à 2011, et également en 2013, le Senior Bowl a de nouveau été l'avant-dernier match de la saison puisqu'il a été suivi une semaine plus tard par le match Texas vs. The Nation Game (en). En 2020, le Hula Bowl qui n'avait plus été organisé depuis 2008 a été rejoué le lendemain du Senior Bowl.
Alabama est l'équipe qui à ce jour a envoyé le plus grand nombre de joueurs pour une édition du Senior Bowl (10 joueurs en 1987). Auburn et l'USC suivent avec 9 joueurs respectivement en 1988 et 2008.

## Palmarès
Les joueurs alignés au Senior Bowl ont toujours été traditionnellement sélectionnés dans les équipes du Nord' et du Sud du pays. De 1991 à 1993, les équipes ont été dénommées AFC et NFC permettant de savoir d'où venaient les staffs des entraîneurs et pour souligner le caractère professionnel du match. Ce changement ayant amené une certaine confusion, en 1994, les équipes reprennent leurs anciens noms.
| Date            | Vainqueur | Score | Entraîneurs                              | Entraîneurs                               |
| --------------- | --------- | ----- | ---------------------------------------- | ----------------------------------------- |
| Date            | Vainqueur | Score | Nord (AFC 1991–1993)                     | Sud (NFC 1991–1993)                       |
| 7 janvier 1950  | Sud       | 22–13 | Bo McMillin (en), Detroit Lions          | Steve Owen (en), New York Giants          |
| 6 janvier 1951  | Sud       | 19–18 | Bo McMillin (en), Detroit Lions          | Steve Owen (en), New York Giants          |
| 5 janvier 1952  | Nord      | 20–06 | Paul Brown, Cleveland Browns             | Steve Owen (en), New York Giants          |
| 3 janvier 1953  | Nord      | 28–13 | Paul Brown, Cleveland Browns             | Steve Owen (en), New York Giants          |
| 9 janvier 1954  | Nord      | 20–14 | Paul Brown, Cleveland Browns             | Steve Owen (en), New York Giants          |
| 8 janvier 1955  | Sud       | 12–06 | Paul Brown, Cleveland Browns             | Steve Owen (en), New York Giants          |
| 7 janvier 1956  | Sud       | 12–02 | Buddy Parker (en), Detroit Lions         | Paul Brown, Cleveland Browns              |
| 5 janvier 1957  | Sud       | 21–07 | Joe Kuharich (en), Washington Redskins   | Paul Brown, Cleveland Browns              |
| 11 janvier 1958 | Nord      | 15–13 | Joe Kuharich (en), Washington Redskins   | Paul Brown, Cleveland Browns              |
| 3 janvier 1959  | Sud       | 21–12 | Joe Kuharich (en), Washington Redskins   | Paul Brown, Cleveland Browns              |
| 9 janvier 1960  | Nord      | 26–07 | Jim Lee Howell, New York Giants          | Weeb Ewbank, Baltimore Colts              |
| 7 janvier 1961  | Sud       | 33–26 | Jim Lee Howell, New York Giants          | Weeb Ewbank, Baltimore Colts              |
| 6 janvier 1962  | Sud       | 42–07 | Tom Landry, Dallas Cowboys               | Weeb Ewbank, Baltimore Colts              |
| 5 janvier 1963  | Sud       | 33–27 | Tom Landry, Dallas Cowboys               | Weeb Ewbank, Baltimore Colts              |
| 4 janvier 1964  | Sud       | 28–21 | George Wilson (en), Detroit Lions        | Tom Landry, Dallas Cowboys                |
| 9 janvier 1965  | Égalité   | 07–07 | George Wilson (en), Detroit Lions        | Tom Landry, Dallas Cowboys                |
| 8 janvier 1966  | Sud       | 27–18 | Mike Holovak (en), Boston Patriots       | Weeb Ewbank, New York Jets                |
| 7 janvier 1967  | Nord      | 35–13 | Norm Van Brocklin, Atlanta Falcons       | Otto Graham, Washington Redskins          |
| 6 janvier 1968  | Sud       | 34–21 | Mike Holovak (en), Boston Patriots       | Hank Stram (en), Kansas City Chiefs       |
| 11 janvier 1969 | Nord      | 27–16 | Allie Sherman, New York Giants           | Charley Winner (en), St. Louis Cardinals  |
| 10 janvier 1970 | Égalité   | 37–37 | Lou Saban (en), Denver Broncos           | Don Shula, Baltimore Colts                |
| 9 janvier 1971  | Nord      | 31–13 | Lou Saban (en), Denver Broncos           | Weeb Ewbank, New York Jets                |
| 8 janvier 1972  | Sud       | 26–21 | Alex Webster (en), New York Giants       | J. D. Roberts (en), New Orleans Saints    |
| 6 janvier 1973  | Sud       | 33–30 | Lou Saban (en), Buffalo Bills            | Weeb Ewbank, New York Jets                |
| 12 janvier 1974 | Nord      | 16–13 | Mike McCormack (en), Philadelphia Eagles | Don McCafferty (en), Detroit Lions        |
| 11 janvier 1975 | Égalité   | 17–17 | John Ralston (en), Denver Broncos        | Dick Nolan (en), San Francisco 49ers      |
| 11 janvier 1976 | Nord      | 42–35 | Chuck Fairbanks, New England Patriots    | Jack Pardee (en), Chicago Bears           |
| 8 janvier 1977  | Nord      | 27–24 | Forrest Gregg, Cleveland Browns          | Don Shula, Miami Dolphins                 |
| 7 janvier 1978  | Nord      | 17–14 | Don Coryell (en), St. Louis Cardinals    | Leeman Bennett (en), Atlanta Falcons      |
| 13 janvier 1979 | Sud       | 41–21 | Walt Michaels, New York Jets             | Dick Nolan (en), New Orleans Saints       |
| 12 janvier 1980 | Nord      | 57–03 | Bud Grant, Minnesota Vikings             | Ray Perkins (en), New York Giants         |
| 17 janvier 1981 | Nord      | 23–10 | Bill Walsh (en), San Francisco 49ers     | Red Miller (en), Denver Broncos           |
| 16 janvier 1982 | Sud       | 27–10 | Marv Levy (en), Kansas City Chiefs       | Chuck Noll, Pittsburgh Steelers           |
| 22 janvier 1983 | Nord      | 14–06 | Frank Kush (en), Baltimore Colts         | Bum Phillips (en), New Orleans Saints     |
| 14 janvier 1984 | Sud       | 21–20 | Kay Stephenson (en), Buffalo Bills       | Don Coryell (en), San Diego Chargers      |
| 12 janvier 1985 | Sud       | 23–07 | Jim Hanifan (en), St. Louis Cardinals    | Forrest Gregg, Green Bay Packers          |
| 18 janvier 1986 | Nord      | 31–17 | Dan Reeves, Denver Broncos               | Leeman Bennett (en), Tampa Bay Buccaneers |
| 17 janvier 1987 | Sud       | 42–38 | John Robinson (en), Los Angeles Rams     | Don Shula, Miami Dolphins                 |
| 23 janvier 1988 | Nord      | 21–07 | Chuck Knox, Seattle Seahawks             | Jim Mora (en), New Orleans Saints         |
| 21 janvier 1989 | Sud       | 13–12 | Dan Reeves, Denver Broncos               | John Robinson (en), Los Angeles Rams      |
| 20 janvier 1990 | Nord      | 41–0  | Marty Schottenheimer, Kansas City Chiefs | Buddy Ryan, Philadelphia Eagles           |
| 19 janvier 1991 | AFC       | 38–28 | Marty Schottenheimer, Kansas City Chiefs | Jim Mora (en), New Orleans Saints         |
| 18 janvier 1992 | AFC       | 13–10 | Art Shell, Los Angeles Raiders           | Mike Ditka, Chicago Bears                 |
| 16 janvier 1993 | NFC       | 21–06 | Ted Marchibroda, Indianapolis Colts      | Bill Belichick, Cleveland Browns          |
| 22 janvier 1994 | Sud       | 35–32 | Rich Kotite (en), Philadelphia Eagles    | Don Shula, Miami Dolphins                 |
| 21 janvier 1995 | Sud       | 14–07 | Dan Reeves, New York Giants              | Ted Marchibroda, Indianapolis Colts       |
| 20 janvier 1996 | Nord      | 25–10 | Dennis Erickson (en), Seattle Seahawks   | Dave Wannstedt (en), Chicago Bears        |
| 18 janvier 1997 | Nord      | 35–14 | Norv Turner, Washington Redskins         | Marty Schottenheimer, Kansas City Chiefs  |
| 17 janvier 1998 | Sud       | 31–08 | Ted Marchibroda, Baltimore Ravens        | Norv Turner, Washington Redskins          |
| 23 janvier 1999 | Sud       | 31–21 | Jon Gruden, Oakland Raiders              | Tony Dungy, Tampa Bay Buccaneers          |
| 22 janvier 2000 | Nord      | 24–21 | George Seifert, Carolina Panthers        | Gunther Cunningham, Kansas City Chiefs    |
| 20 janvier 2001 | Sud       | 21–16 | Bill Cowher, Pittsburgh Steelers         | Mike Sherman, Green Bay Packers           |
| 26 janvier 2002 | Sud       | 41–26 | Mike Holmgren, Seattle Seahawks          | Dave McGinnis (en), Arizona Cardinals     |
| 18 janvier 2003 | Nord      | 17–0  | Dom Capers, Houston Texans               | Marty Mornhinweg (en), Detroit Lions      |
| 24 janvier 2004 | Sud       | 28–10 | Marvin Lewis, Cincinnati Bengals         | Marty Schottenheimer, San Diego Chargers  |
| 29 janvier 2005 | Nord      | 23–13 | Norv Turner, Oakland Raiders             | Jon Gruden, Tampa Bay Buccaneers          |
| 28 janvier 2006 | Nord      | 31–14 | Jeff Fisher, Tennessee Titans            | Mike Nolan (en), San Francisco 49ers      |
| 27 janvier 2007 | Nord      | 27–0  | Jon Gruden, Tampa Bay Buccaneers         | Mike Nolan (en), San Francisco 49ers      |
| 26 janvier 2008 | Sud       | 17–16 | Lane Kiffin (en), Oakland Raiders        | Mike Nolan (en), San Francisco 49ers      |
| 24 janvier 2009 | Sud       | 35–18 | Marvin Lewis, Cincinnati Bengals         | Jack Del Rio, Jacksonville Jaguars        |
| 30 janvier 2010 | Nord      | 31–13 | Jim Schwartz, Detroit Lions              | Tony Sparano, Miami Dolphins              |
| 29 janvier 2011 | Sud       | 24–10 | Marvin Lewis, Cincinnati Bengals         | Chan Gailey (en), Buffalo Bills           |
| 28 janvier 2012 | Nord      | 23–13 | Leslie Frazier (en), Minnesota Vikings   | Mike Shanahan, Washington Redskins        |
| 26 janvier 2013 | Sud       | 21–16 | Dennis Allen (en), Oakland Raiders       | Jim Schwartz, Detroit Lions               |
| 25 janvier 2014 | Sud       | 20–10 | Mike Smith (en), Atlanta Falcons         | Gus Bradley (en), Jacksonville Jaguars    |
| 24 janvier 2015 | Nord      | 34–13 | Ken Whisenhunt (en), Tennessee Titans    | Gus Bradley (en), Jacksonville Jaguars    |
| 30 janvier 2016 | Sud       | 27–16 | Jason Garrett, Dallas Cowboys            | Gus Bradley (en), Jacksonville Jaguars    |
| 28 janvier 2017 | Sud       | 16–15 | John Fox (en), Chicago Bears             | Hue Jackson (en), Cleveland Browns        |
| 27 janvier 2018 | Sud       | 45–16 | Vance Joseph (en), Denver Broncos        | Bill O'Brien (en), Houston Texans         |
| 26 janvier 2019 | Nord      | 34–24 | Jon Gruden, Oakland Raiders              | Kyle Shanahan, San Francisco 49ers        |
| 25 janvier 2020 | Nord      | 34–17 | Matt Patricia, Detroit Lions             | Zac Taylor, Cincinnati Bengals            |

- Statistiques, match de 2020 inclus (71 éditions): Sud (35–30–3); AFC (2–1)
- Le premier match fut joué à Jacksonville en Floride en 1950 et les suivants à Mobile en Alabama.

### Statistiques des entraîneurs principaux

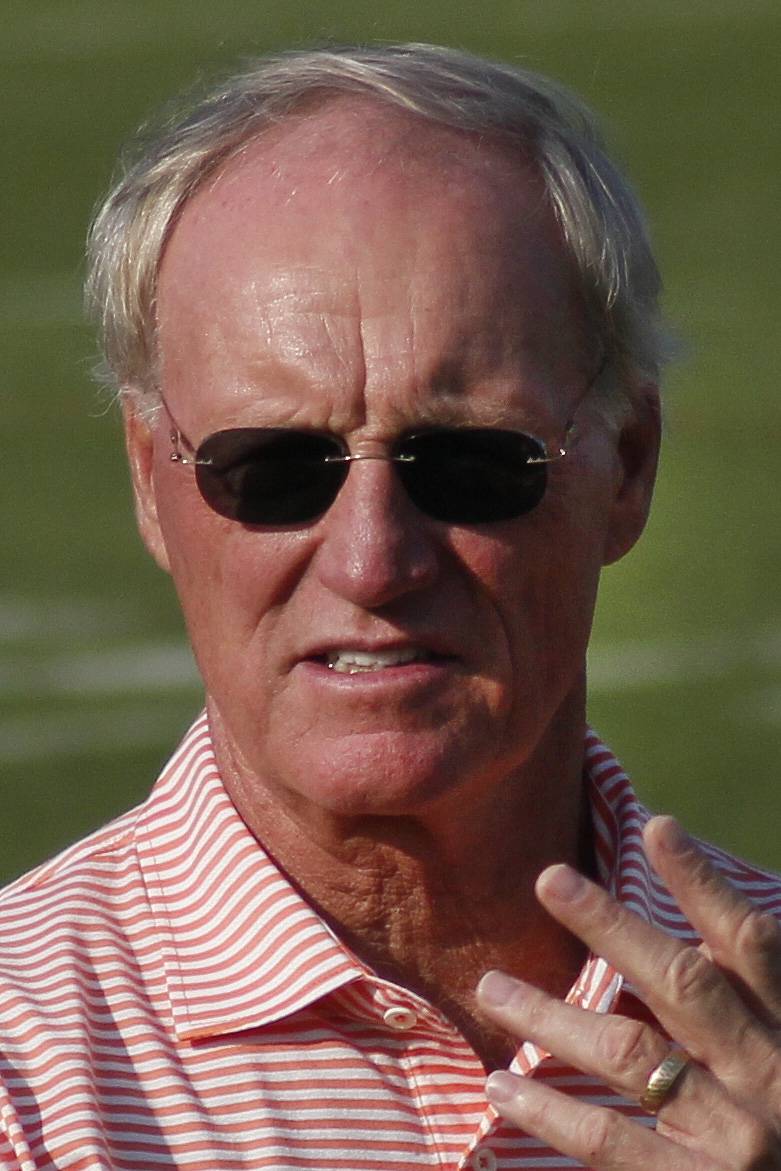
Marty Schottenheimer a remporté trois des quatre Senior Bowls qu'il a dirigé.

Sept personnes ont été entraîneur principal de quatre (ou plus) Senior Bowls.
| Matchs | Entraîneur principal | G | P | N | %    |
| ------ | -------------------- | - | - | - | ---- |
| 8      | Paul Brown           | 6 | 2 | – | .750 |
| 7      | Weeb Ewbank          | 5 | 2 | – | .714 |
| 6      | Steve Owen (en)      | 3 | 3 | – | .500 |
| 4      | Marty Schottenheimer | 3 | 1 | – | .750 |
| 4      | Don Shula            | 2 | 1 | 1 | .625 |
| 4      | Jon Gruden           | 2 | 2 | – | .500 |
| 4      | Tom Landry           | 1 | 2 | 1 | .375 |

### Statistiques des équipes NFL

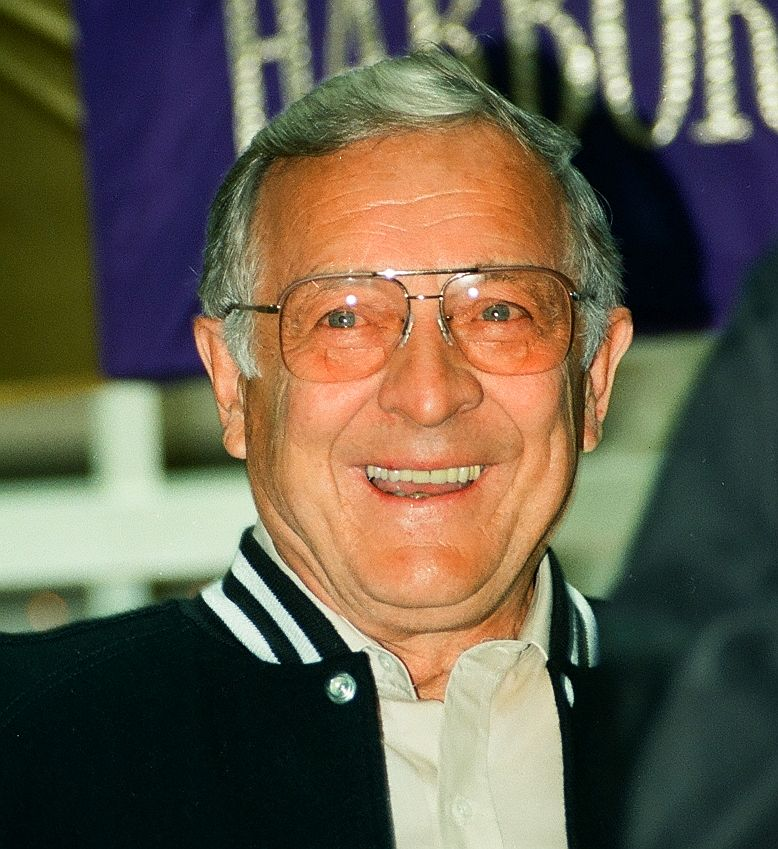
Ted Marchibroda a dirigé le staff des entraîneurs des Ravens de Baltimore lors de leur seul Senior Bowl en 1998.

Toutes les équipes de NFL ont un staff d'entraîneur ayant dirigé au moins une fois une équipe à l'occasion du Senior Bowl. Les statistiques incluent les matchs joués sous les noms antérieurs d'une franchise (par exemple, les apparitions des Boston Patriots sont incluses dans le bilan des New England Patriots).
Mise à jour après le match de 2020 (71 éditions, 142 apparitions).
| Nb. | Équipe NFL           | G | P | N | %     | + récent |
| --- | -------------------- | - | - | - | ----- | -------- |
| 12  | New York Giants      | 5 | 7 | – | 0.417 | 1995     |
| 11  | Cleveland Browns     | 9 | 2 | – | 0.818 | 2017     |
| 10  | Detroit Lions        | 3 | 6 | 1 | 0.350 | 2020     |
| 8   | Indianapolis Colts   | 5 | 2 | 1 | 0.688 | 1995     |
| 7   | Denver Broncos       | 2 | 3 | 2 | 0.429 | 2018     |
| 7   | Washington Redskins  | 3 | 4 | – | 0.429 | 2012     |
| 6   | Kansas City Chiefs   | 3 | 3 | – | 0.500 | 2000     |
| 6   | Oakland Raiders      | 3 | 3 | – | 0.500 | 2019     |
| 6   | San Francisco 49ers  | 2 | 3 | 1 | 0.417 | 2019     |
| 5   | New Orleans Saints   | 2 | 3 | – | 0.400 | 1991     |
| 5   | Dallas Cowboys       | 1 | 3 | 1 | 0.300 | 2016     |
| 4   | Jacksonville Jaguars | 3 | 1 | – | 0.750 | 2016     |
| 4   | Arizona Cardinals    | 2 | 2 | – | 0.500 | 2002     |
| 4   | Miami Dolphins       | 2 | 2 | – | 0.500 | 2010     |
| 4   | New York Jets        | 2 | 2 | – | 0.500 | 1979     |
| 4   | Tampa Bay Buccaneers | 2 | 2 | – | 0.500 | 2007     |
| 4   | Chicago Bears        | 0 | 4 | – | 0.000 | 2017     |
| 4   | Cincinnati Bengals   | 0 | 4 | – | 0.000 | 2020     |
| 3   | Seattle Seahawks     | 2 | 1 | – | 0.666 | 2002     |
| 3   | Atlanta Falcons      | 1 | 2 | – | 0.333 | 2014     |
| 3   | Buffalo Bills        | 1 | 2 | – | 0.333 | 2011     |
| 3   | New England Patriots | 1 | 2 | – | 0.333 | 1976     |
| 3   | Philadelphia Eagles  | 1 | 2 | – | 0.333 | 1994     |
| 2   | Green Bay Packers    | 2 | 0 | – | 1.000 | 2001     |
| 2   | Houston Texans       | 2 | 0 | – | 1.000 | 2018     |
| 2   | Los Angeles Chargers | 2 | 0 | – | 1.000 | 2004     |
| 2   | Minnesota Vikings    | 2 | 0 | – | 1.000 | 2012     |
| 2   | Tennessee Titans     | 2 | 0 | – | 1.000 | 2015     |
| 2   | Los Angeles Rams     | 1 | 1 | – | 0.500 | 1989     |
| 2   | Pittsburgh Steelers  | 1 | 1 | – | 0.500 | 2001     |
| 1   | Carolina Panthers    | 1 | 0 | – | 1.000 | 2000     |
| 1   | Baltimore Ravens     | 0 | 1 | – | 0.000 | 1998     |

## Meilleurs joueurs du Senior Bowl
| Année | Joueur                              | Poste | Équipe universitaire |
| ----- | ----------------------------------- | ----- | -------------------- |
| 1950  | Travis Tidwell (en)                 | QB    | Auburn               |
| 1951  | Bucky Curtis (en)                   | WR    | Vanderbilt           |
| 1952  | Al Dorow (en)                       | QB    | Michigan State       |
| 1953  | Harry Agganis (en)                  | QB    | Boston University    |
| 1954  | Gene Filipski (en)                  | RB    | Villanova            |
| 1955  | Bobby Freeman                       | QB    | Auburn               |
| 1956  | Don Goss                            | DL    | SMU                  |
| 1957  | Don Bosseler (en)                   | FB    | Miami (FL)           |
| 1958  | Jim Taylor                          | FB    | LSU                  |
| 1959  | Theron Sapp (en) Norm Odyniec       | FB RB | Georgia Notre Dame   |
| 1960  | Jacky Lee (en)                      | QB    | Cincinnati           |
| 1961  | Dick Norman (en)                    | QB    | Stanford             |
| 1962  | Earl Gros (en) Ronnie Bull (en)     | RB    | LSU Baylor           |
| 1963  | Glynn Griffing (en)                 | QB    | Ole Miss             |
| 1964  | Ode Burrell (en)                    | RB    | Mississippi State    |
| 1965  | Steve DeLong (en)                   | DL    | Tennessee            |
| 1966  | Howard Twilley (en)                 | WR    | Tulsa                |
| 1967  | Bubba Smith                         | DT    | Michigan State       |
| 1968  | Kim Hammond (en)                    | QB    | Florida State        |
| 1969  | Jerry Levias (en)                   | WR    | SMU                  |
| 1970  | Terry Bradshaw                      | QB    | Louisiana Tech †     |
| 1971  | J. D. Hill (en)                     | WR    | Arizona State        |
| 1972  | Pat Sullivan (en)                   | QB    | Auburn               |
| 1973  | Chuck Foreman (en)                  | RB    | Miami (FL)           |
| 1974  | Bill Kollar                         | DL    | Montana State †      |
| 1975  | Steve Bartkowski                    | QB    | California           |
| 1976  | Craig Penrose (en)                  | QB    | San Diego State      |
| 1977  | Tommy Kramer                        | QB    | Rice                 |
| 1978  | James Lofton                        | WR    | Stanford             |
| 1979  | Willie Jones (en)                   | DL    | Florida State        |
| 1980  | Marc Wilson                         | QB    | Brigham Young        |
| 1981  | Neil Lomax (en)                     | QB    | Portland State †     |
| 1982  | John Fourcade (en) Steve Clark (en) | QB DL | Ole Miss Utah        |
| 1983  | Dan Marino Terry Kinard (en)        | QB DB | Pittsburgh Clemson   |

| Année | Joueur                            | Poste | Équipe universitaire |
| ----- | --------------------------------- | ----- | -------------------- |
| 1984  | Walter Lewis (en) Doug Smith (en) | QB DL | Alabama Auburn       |
| 1985  | Paul Ott Carruth (en)             | RB    | Alabama              |
| 1986  | Napoleon McCallum (en)            | RB    | Navy                 |
| 1987  | Don Smith                         | QB    | Mississippi State    |
| 1988  | Thurman Thomas                    | RB    | Oklahoma State       |
| 1989  | Cleveland Gary (en)               | RB    | Miami (FL)           |
| 1990  | Blair Thomas (en)                 | RB    | Penn State           |
| 1991  | Alvin Harper                      | WR    | Tennessee            |
| 1992  | Tony Smith (en)                   | RB    | Southern Miss        |
| 1993  | Eric Hunter                       | QB    | Purdue               |
| 1994  | Stan White (en)                   | QB    | Auburn               |
| 1995  | Derrick Brooks                    | LB    | Florida State        |
| 1996  | Bobby Hoying (en)                 | QB    | Ohio State           |
| 1997  | Pat Barnes (en)                   | QB    | California           |
| 1998  | Dameyune Craig (en)               | QB    | Auburn               |
| 1999  | Cade McNown                       | QB    | UCLA                 |
| 2000  | Chad Pennington                   | QB    | Marshall             |
| 2001  | LaDainian Tomlinson               | RB    | TCU                  |
| 2002  | Antwaan Randle El                 | WR    | Indiana              |
| 2003  | Larry Johnson                     | RB    | Penn State           |
| 2004  | Philip Rivers                     | QB    | NC State             |
| 2005  | Charlie Frye                      | QB    | Akron                |
| 2006  | Sinorice Moss (en)                | WR    | Miami (FL)           |
| 2007  | Tony Hunt (en)                    | RB    | Penn State           |
| 2008  | Matt Forté                        | RB    | Tulane               |
| 2009  | Pat White                         | QB    | West Virginia        |
| 2010  | Brandon Graham                    | DL    | Michigan             |
| 2011  | Christian Ponder                  | QB    | Florida State        |
| 2012  | Isaiah Pead (en)                  | RB    | Cincinnati           |
| 2013  | E. J. Manuel                      | QB    | Florida State        |
| 2014  | Dee Ford                          | DL    | Auburn               |
| 2015  | Ameer Abdullah (en)               | RB    | Nebraska             |
| 2016  | Dak Prescott                      | QB    | Mississippi State    |
| 2017  | Davis Webb (en)                   | QB    | California           |
| 2018  | Kyle Lauletta (en)                | QB    | Richmond †           |
| 2019  | Daniel Jones                      | QB    | Duke                 |
| 2020  | Justin Herbert                    | QB    | Oregon               |

Source
† : désigne un joueur MVP dont l'équipe universitaire ne faisait pas partie du niveau supérieur du football universitaire (donc autre que FBS, Division I-A ou prédécesseurs historiques) au moment où ils ont joué dans le Senior Bowl.
Quatre joueurs sont dans ce cas : Terry Bradshaw (Louisiana Tech évoluant en NCAA Division II en 1969), Bill Kollar (évoluant à Montana State en NCAA Division II en 1973), Neil Lomax (évoluant à Portland State en NCAA Division I-AA en 1980) et Kyle Lauletta (évoluant à Richmond en NCAA Division I FCS en 2017).

## Équipe-type du50eanniversaire
Les équipes se composent des meilleurs MVPs des années 1950 à 1999. Ils ont été choisis par les fans avant le match de 1999  :
| Pos. | Nom              | Université     | Année | Hall of Fame | Hall of Fame |
| ---- | ---------------- | -------------- | ----- | ------------ | ------------ |
| Pos. | Nom              | Université     | Année | C            | P            |
| QB   | Joe Namath       | Alabama        | 1965  | –            | Oui          |
| RB   | Walter Payton    | Jackson State  | 1975  | Oui          | Oui          |
| RB   | Bo Jackson       | Auburn         | 1986  | Oui          | –            |
| RB   | Franco Harris    | Penn State     | 1972  | –            | Oui          |
| WR   | Steve Largent    | Tulsa          | 1976  | –            | Oui          |
| WR   | Lynn Swann       | USC            | 1974  | Oui          | Oui          |
| WR   | Art Monk         | Syracuse       | 1980  | Oui          | Oui          |
| TE   | Ozzie Newsome    | Alabama        | 1978  | Oui          | Oui          |
| OL   | Gene Upshaw      | Texas A&I      | 1967  | –            | Oui          |
| OL   | Jerry Kramer     | Idaho          | 1958  | –            | Oui          |
| OL   | Mike Webster     | Wisconsin      | 1973  | –            | Oui          |
| OL   | Randall McDaniel | Arizona State  | 1988  | Oui          | Oui          |
| OL   | Tom Banks (en)   | Auburn         | 1970  | –            | –            |
| PK   | Morten Andersen  | Michigan State | 1982  | –            | Oui          |

| Pos. | Nom                 | Université        | Année | Hall of Fame | Hall of Fame |
| ---- | ------------------- | ----------------- | ----- | ------------ | ------------ |
| Pos. | Nom                 | Université        | Année | C            | P            |
| DL   | Joe Greene          | North Texas State | 1969  | Oui          | Oui          |
| DL   | Ed Jones            | Tennessee State   | 1974  | –            | –            |
| DL   | Bubba Smith         | Michigan State    | 1967  | Oui          | –            |
| DL   | Jack Youngblood     | Florida           | 1971  | Oui          | Oui          |
| LB   | Lee Roy Jordan (en) | Alabama           | 1963  | C            | –            |
| LB   | Ray Nitschke        | Illinois          | 1958  | –            | Oui          |
| LB   | Derrick Thomas      | Alabama           | 1989  | Oui          | Oui          |
| LB   | Ted Hendricks       | Miami (FL)        | 1969  | Oui          | Oui          |
| DB   | Paul Krause         | Iowa              | 1964  | –            | Oui          |
| DB   | Dale Carter (en)    | Tennessee         | 1992  | –            | –            |
| DB   | Albert Lewis (en)   | Grambling         | 1983  | –            | –            |
| DB   | Roger Wehrli        | Missouri          | 1969  | Oui          | Oui          |

## Senior Bowl Hall of Fame
Fondé en 1987, le Temple de la renommée du Senior Bowl (Senior Bowl Hall of Fame) cherche à rendre hommage aux joueurs du Senior Bowl qui ont apporté une contribution durable au football. Il permet également de consacrer d'anciens entraîneurs, administrateurs et autres personnes dont les efforts ont aidé le Senior Bowl.
- 1988 – Joe Greene, Lee Roy Jordan (en), Steve Largent, Joe Namath, Walter Payton, Pat Sullivan (en), Jim Taylor, Travis Tidwell (en)
- 1989 – Ed Jones, Ozzie Newsome, John Stallworth, Gene Upshaw, Jack Youngblood
- 1990 – Paul Brown, Tucker Frederickson, Jerry Kramer, Neil Lomax (en), Wellington Mara (en), Finley McRae, Jack Pardee (en), Rea Scheussler
- 1991 – Morten Andersen, James Brooks (en), Dave Butz (en), Weeb Ewbank, Doug Williams
- 1992 – Franco Harris, Mike Holovak (en), Sam Huff, Dan Marino, Don Shula, Pat Swilling
- 1993 – Cornelius Bennett, Bear Bryant, Ralph Jordan (en), Tom Landry, Marty Schottenheimer, Lynn Swann
- 1994 – Robert Brazile, Rickey Jackson, Mark Rypien, Jim Simpson (en)
- 1995 – Bob Baumhower (en), Pat Dye (en), Bo Jackson, Gene Washington (en)
- 1996 – James Lofton, Dick Steinberg (en), Kellen Winslow
- 1997 – Bob Hayes, Sterling Sharpe, Doak Walker
- 1998 – Jim McMahon, Ray Nitschke, Thurman Thomas
- 1999 – Tom Banks (en) , Dale Carter (en) , Paul Krause, Albert Lewis (en), Randall McDaniel, Art Monk, E. B. Peebles Jr., Derrick Thomas, Roger Wehrli
- 2000 – Hanford Dixon (en), Brett Favre, Chuck Howley
- 2001 – William Abdrews (en), Ron Jaworski (en), Eddie Robinson
- 2002 – Todd Christensen, Bert Jones (en), Steve McNair
- 2003 – Terry Beasley (en), Jeremiah Castille (en), Ted Hendricks
- 2004 – Derrick Brooks, Christian Okoye, Richard Todd
- 2005 – Larry Allen, Al Del Greco (en), Ray Perkins (en)
- 2006 – Curtis Martin, Tony Nathan (en), Michael Strahan
- 2007 – E. J. Junior, Jake Plummer, Hines Ward
- 2008 – Dean Kleinschmidt, Kevin Mawae, Brian Urlacher
- 2009 – Jason Taylor , Shaun Alexander
- 2010 – Larry Johnson , Terrell Owens
- 2011 – Aucun à la suite du lockout de la NFL[10]
- 2012 – Keith Brooking, Donovan McNabb, Dan Reeves
- 2013 – John Abraham, Sylvester Croom (en), Aeneas Williams
- 2014 – Bill Kolar, Torry Holt, DeMarcus Ware
- 2015 – Woodrow Lowe (en), Tony Richardson (en), Kyle Williams
- 2016 – Steve Hutchinson, Bill Curry, Tamba Hali
- 2017 – Blaine Bishop (en) , Lance Briggs, Jim Harbaugh
- 2018 – Al Wilson, Phil Villapiano (en), Jay Novacek[11]
- 2019 – Rodney Hudson, DeMarco McNeil, Billy Neighbors (en)[12]